# Gorzów Wielkopolskis spårvägar
Gorzów Wielkopolskis spårvägar omfattar ett 25 km långt spårvägsnät i den polska staden Gorzów Wielkopolski som trafikeras av fem linjer.

## Historia
Den 29 juli 1899 invigdes den elektriska spårvägen, trafiken pågick till 1922 då den ställdes in på grund av dålig lönsamhet. År 1924 startades trafiken igen. Under 1940-talet började man bygga om nätet för att istället för spårvagnar köra med trådbuss, hela nätet blev dock aldrig ombyggt. Den 30 januari 1945 ställdes all trafik in då Röda Armén närmade sig. 1947 började den nu polska förvaltningen starta upp trafiken igen, nu endast med spårvagnar. 1985 fanns fem linjer, två av dessa (till centralstationen) lades ner på 1990-talet men startades upp igen år 2009. 2 januari 2012 lade man ner linjerna 4 i 5 på grund av budgetbesparningar.

## Trafik

Linjenätet i Gorzów.

### Linjer
| Linje | Sträcka                            |
| ----- | ---------------------------------- |
| 1     | Wieprzyce - Silwana                |
| 2     | Wieprzyce - Piaski                 |
| 3     | Piaski - Silwana                   |
| 4     | Dworzec Główny - Silwana (nedlagd) |
| 5     | Dworzec Główny - Piaski (nedlagd)  |

Linje 1 och 2 trafikeras dagligen 4:00 till 23:00, linje 3 dagligen 5:00 till 22:00.

## Vagntyper

### Konstal 105N / 105Na

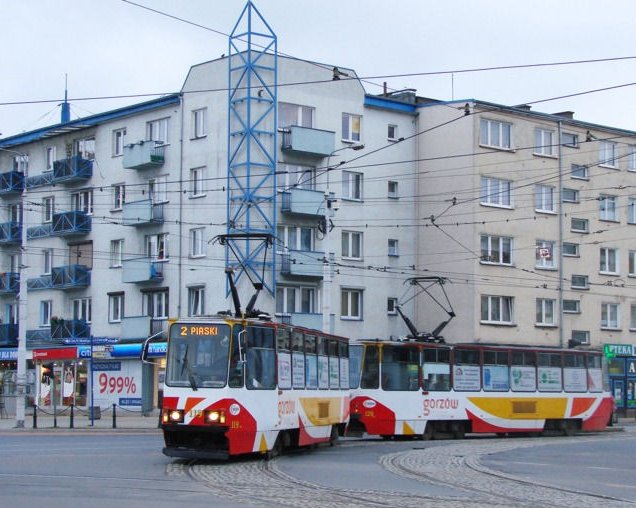
Konstal 105Na

### Düwag 6EGTW / 6ZGTW

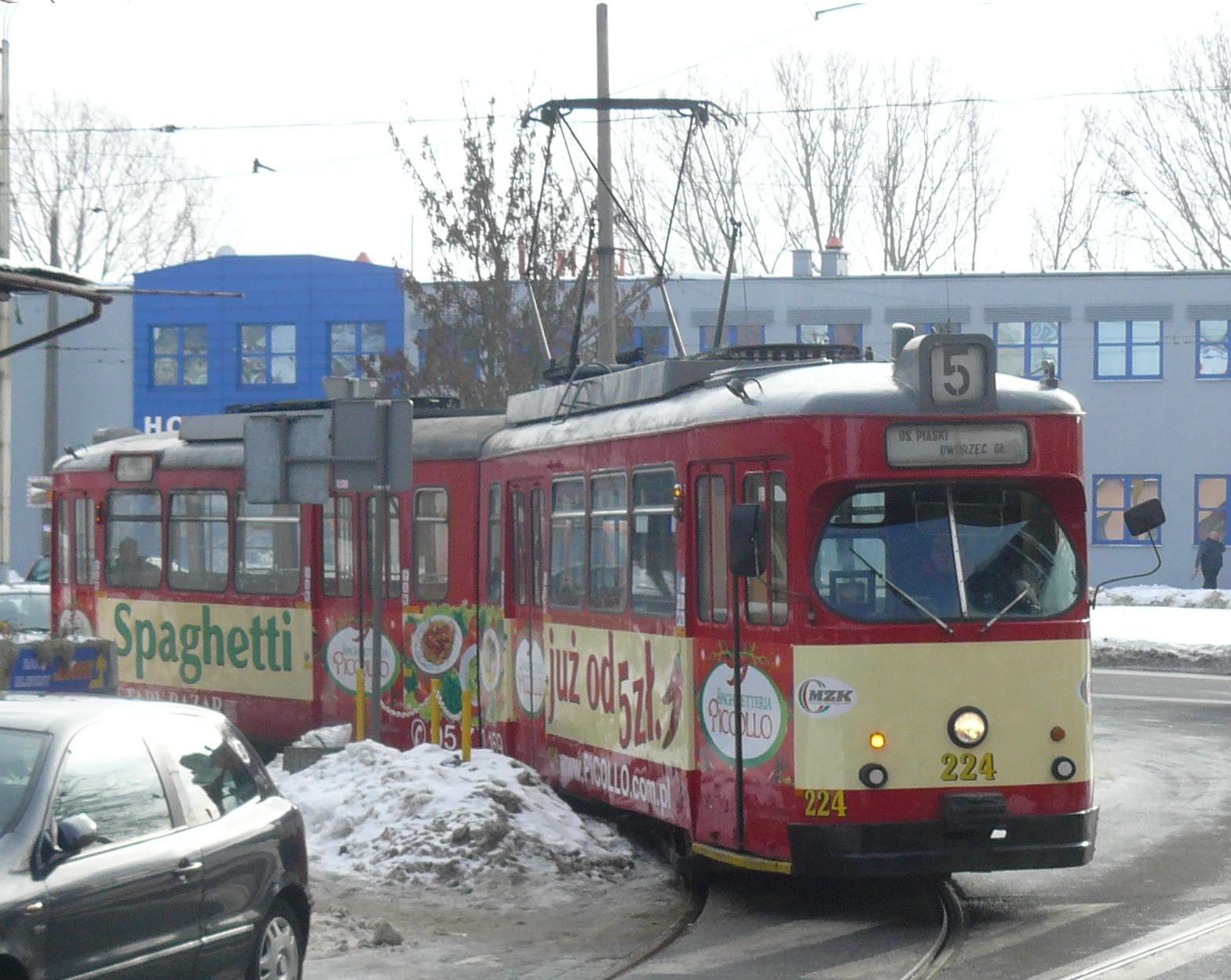
Düwag 6EGTW
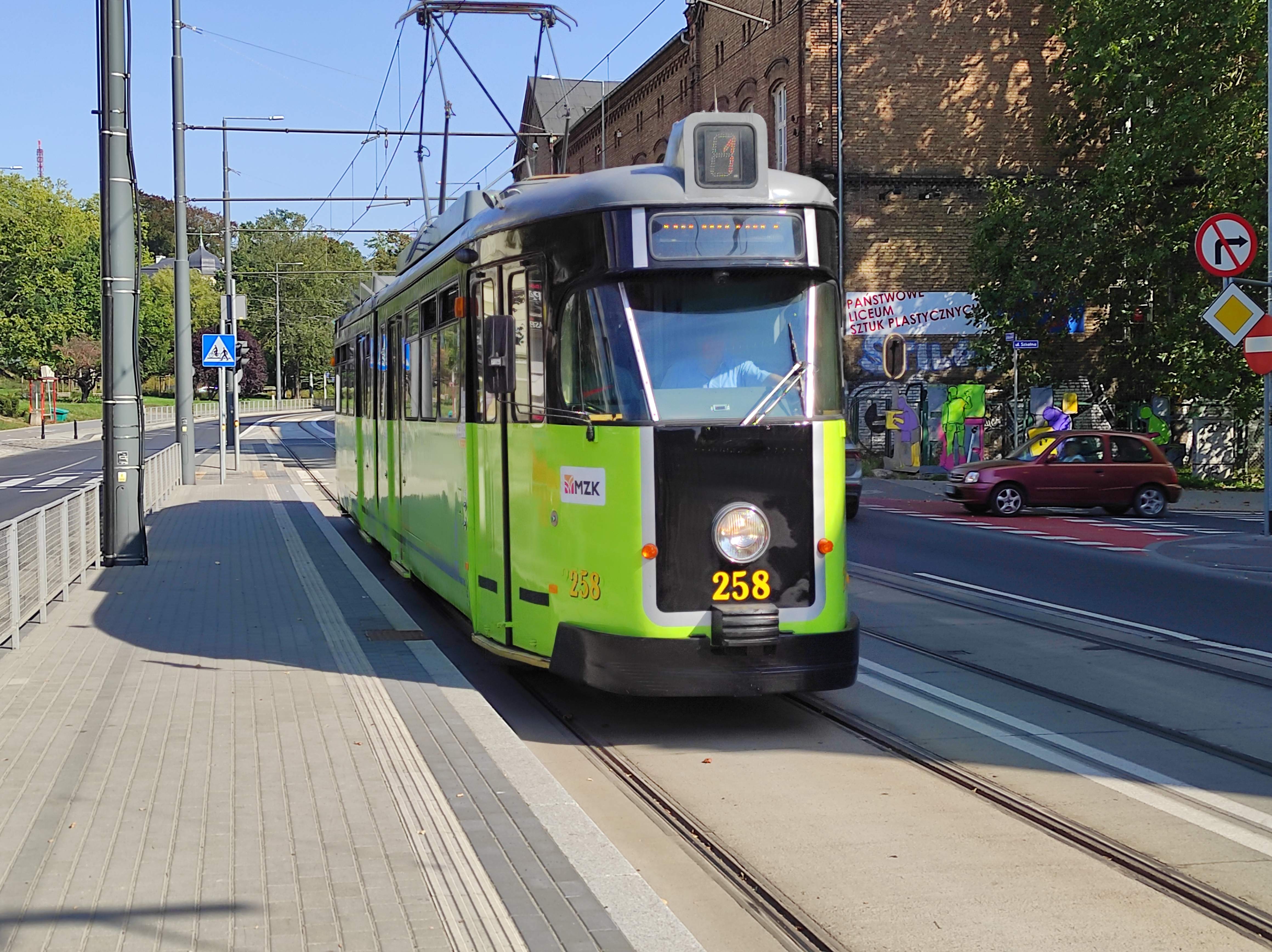
Düwag 6ZGTW

### Pesa Twist

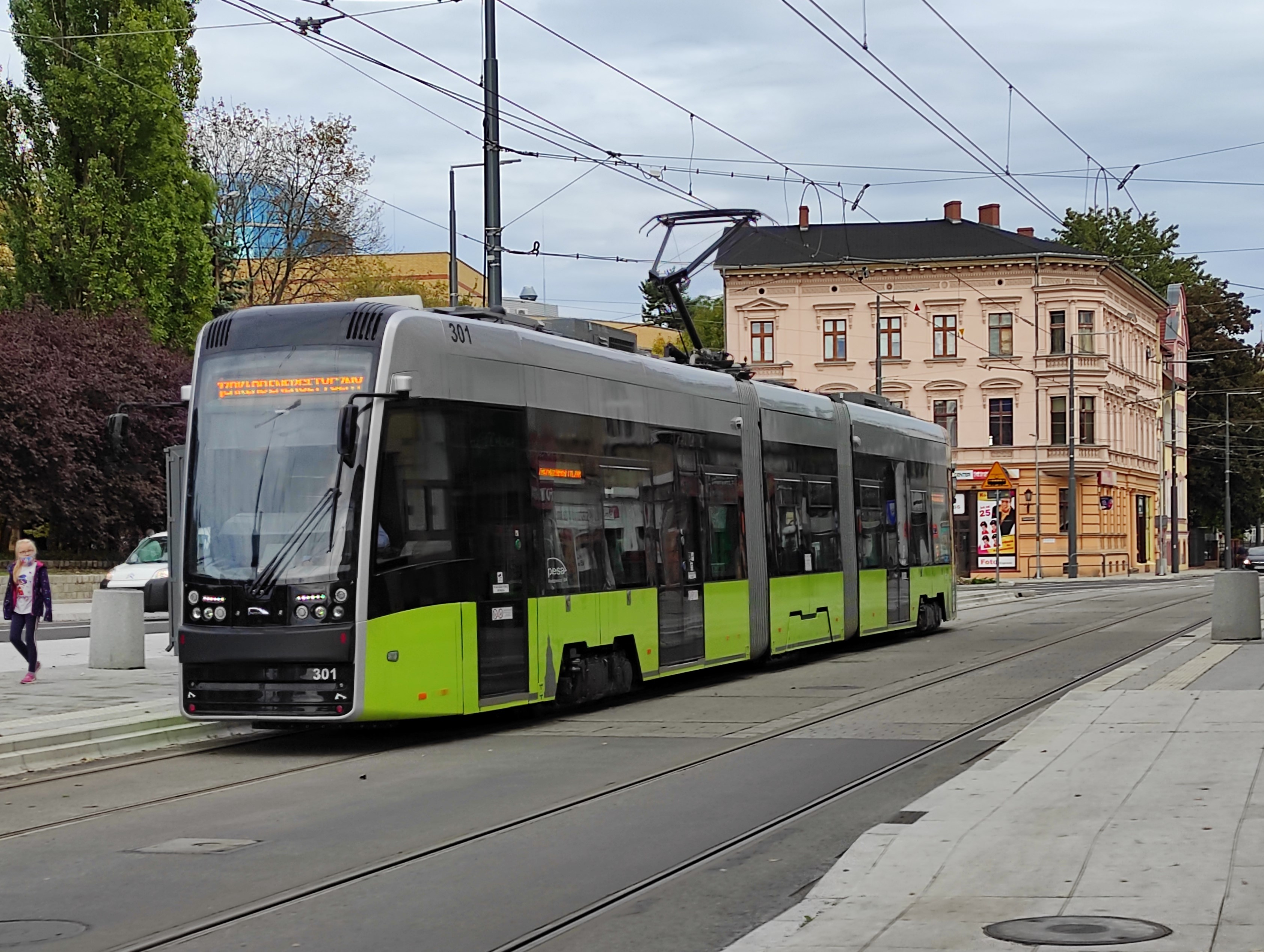
Pesa Twist